# Shunkōsai Hokushū
Shunkōsai Hokushū est un nom japonais traditionnel ; le nom de famille (ou le nom d'école), Shunkōsai, précède donc le prénom (ou le nom d'artiste).

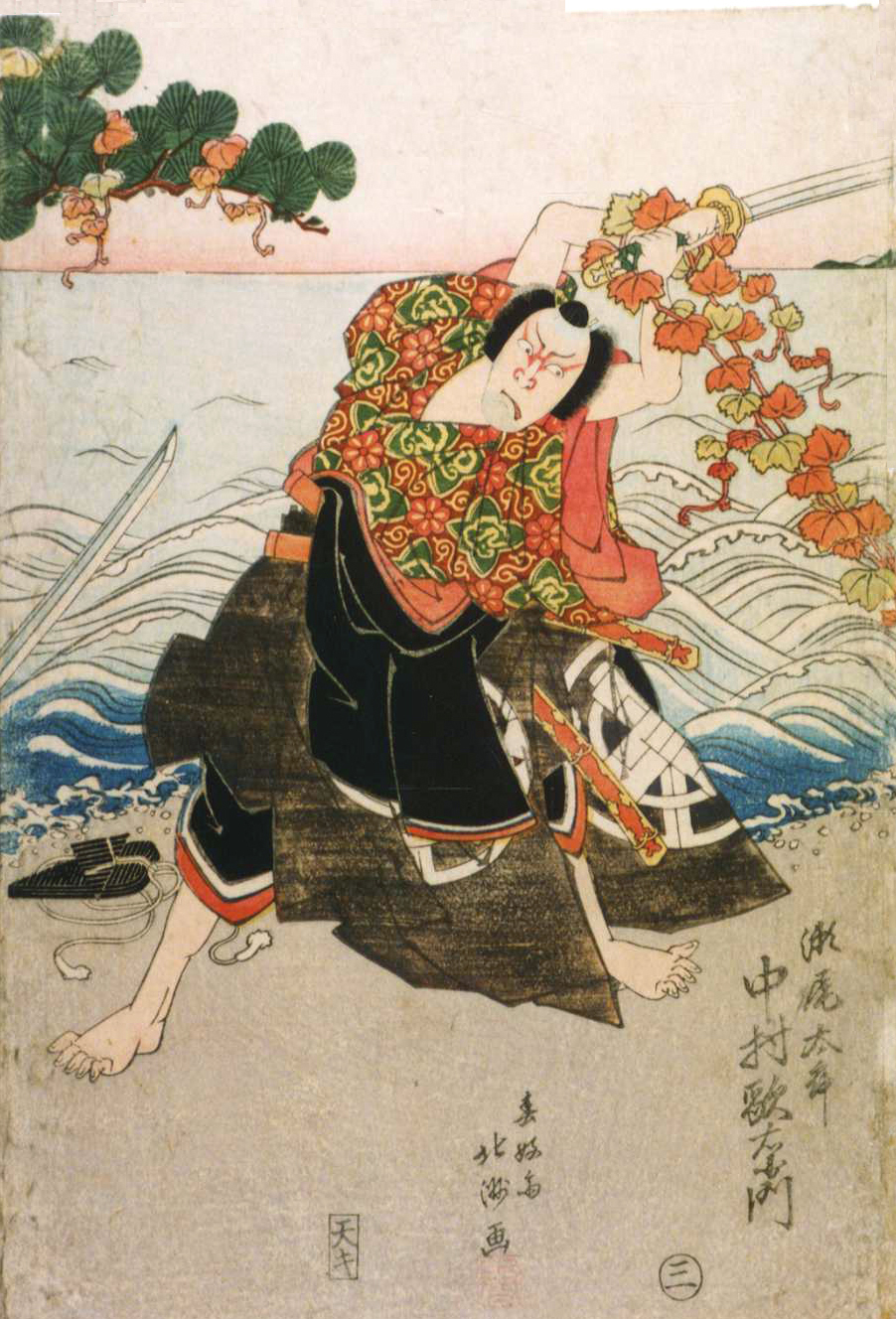
Estampe sur bois de Shunkōsai Hokushū de l'acteur de théâtre kabuki, Nakamura Utaemon III en Seno-o no Tarō

Shunkōsai Hokushū (春好斎　北洲), aussi connu sous le nom Shunkō IV, est un dessinateur japonais d'estampes sur bois de style ukiyo-e actif à Osaka de 1802 à 1832 environ On sait qu'il a été élève de Shōkōsai Hambei et qu'il a peut-être aussi étudié avec Hokusai. Il utilise le nom « Shunkō (春好) » jusqu'en 1818 puis en change pour celui de « Shunkōsai Hokushū ». C'est le plus important artiste à Osaka durant les années 1810-1820 où il établit le « style Osaka » des représentations d'acteurs.  